# Орух, Теке
Теке Орух (англ. Teke Oruh; род. 8 августа 1978, Порт-Харкорт) — нигерийский боксёр, представитель тяжёлой весовой категории. Выступал за сборную Нигерии по боксу в конце 1990-х годов, бронзовый призёр Всеафриканских игр в Йоханнесбурге. В период 2001—2010 годов боксировал также на профессиональном уровне.

## Биография
Теке Орух родился 8 августа 1978 года в городе Порт-Харкорт штата Риверс, Нигерия.

### Любительская карьера
Начинал боксёрскую карьеру как любитель. Наибольшего успеха на взрослом международном уровне добился в сезоне 1999 года, когда вошёл в основной состав нигерийской национальной сборной и побывал на Всеафриканских играх в Йоханнесбурге, откуда привёз награду бронзового достоинства, выигранную в зачёте супертяжёлой весовой категории — на стадии полуфиналов был остановлен представителем Маврикия Майклом Макаке.

### Профессиональная карьера
Впоследствии Орух переехал на постоянное жительство в США и в июле 2001 года успешно дебютировал на профессиональном уровне, отправив своего соперника в нокаут в первом же раунде. Долгое время шёл без поражений, хотя выходил на ринг сравнительно редко, и уровень его оппозиции был не очень высоким. Выступал под прозвищем «Африканский принц» (African Prince).
Первое в профессиональной карьере поражение потерпел в ноябре 2007 года от американца Джоуи Абеля (17-1) — противостояние между ними продлилось все отведённые 10 раундов, в итоге судьи решением большинства отдали победу Абелю.
В ноябре 2008 года встретился с другим американским тяжеловесом Мануэлем Кесадой (24-4) и на сей раз уступил единогласным судейским решением.
В октябре 2010 года боксировал в России в чеховском дворце спорта «Олимпийский» в бою с непобеждённым россиянином Александром Поветкиным (19-0). Проиграл нокаутом в пятом раунде и на этом решил завершить профессиональную карьеру.
Всего на профи-принге Орух провёл 18 боёв, из них 14 выиграл (в том числе 6 досрочно), 3 проиграл, тогда как в одном случае была зафиксирована ничья.